# Research Works Act
Research Works Act, também conhecido como H.R. 3699, é um projeto de lei apresentado à Câmara dos Representantes dos Estados Unidos em 16 de dezembro de 2011 e que contém dispositivos para proibir o acesso gratuito a trabalhos científicos financiados com recursos públicos.